# Bol'šoj Uzen'
Il Bol'šoj Uzen' (in russo Большой Узень?; in kazako Үлкен Өзен, Қараөзен?, Ulken Äzen, Qaraäzen) è un fiume della steppa che scorre nell'oblast' di Saratov, in Russia, e nella Regione del Kazakistan Occidentale, in Kazakistan.

## Descrizione
Il fiume ha origine sulle pendici sud-occidentali dell'Obščij Syrt; nella parte superiore scorre verso sud-ovest e riceve da sinistra il suo maggior affluente, l'Altata, poi gira a sud-est. Attraversa la città di Novouzensk e il villaggio di Aleksandrov Gaj prima di entrare in Kazakistan, dove il fiume si trasforma in un vasto sistema di piccoli laghi e paludi, chiamati laghi Kamyš-Samarskie. Nel corso medio e inferiore, alla fine dell'estate, autunno e inverno, l'acqua diventa amara-salata e inadatta al consumo. Il Bol'šoj Uzen ha una lunghezza di 650 km, l'area del suo bacino è di 14300 km².